# Лон (Шаранта)
Лон (фр. Lonnes) — коммуна во Франции, находится в регионе Пуату — Шаранта. Департамент — Шаранта. Входит в состав кантона Манль. Округ коммуны — Конфолан.
Код INSEE коммуны — 16191.
Коммуна расположена приблизительно в 370 км к юго-западу от Парижа, в 75 км южнее Пуатье, в 33 км к северу от Ангулема.

## Население
Население коммуны на 2008 год составляло 166 человек.
| 1962 | 1968 | 1975 | 1982 | 1990 | 1999 | 2008 |
| ---- | ---- | ---- | ---- | ---- | ---- | ---- |
| 198  | 180  | 182  | 165  | 160  | 168  | 166  |

## Администрация
| Период | Период | Фамилия       | Партия | Примечания |
| ------ | ------ | ------------- | ------ | ---------- |
| 1944   | 1960   | Луи Равьон    |        |            |
| 1960   | 1965   | Ансельм Миго  |        |            |
| 1965   | 1971   | Жан-Луи Делум |        |            |
| 1971   | 2014   | Пьер Шоспье   |        |            |

## Экономика
В 2007 году среди 95 человек в трудоспособном возрасте (15—64 лет) 60 были экономически активными, 35 — неактивными (показатель активности — 63,2 %, в 1999 году было 65,7 %). Из 60 активных работали 57 человек (28 мужчин и 29 женщин), безработных было 3 (1 мужчина и 2 женщины). Среди 35 неактивных 2 человека были учениками или студентами, 19 — пенсионерами, 14 были неактивными по другим причинам.

## Достопримечательности
- Церковь Св. Варфоломея в романском стиле (XVII век)
- Печь для выпечки хлеба Пети-Фейоль
- Водонапорная башня высотой 125 м. Обеспечивает питьевой водой несколько соседних коммун

## Фотогалерея

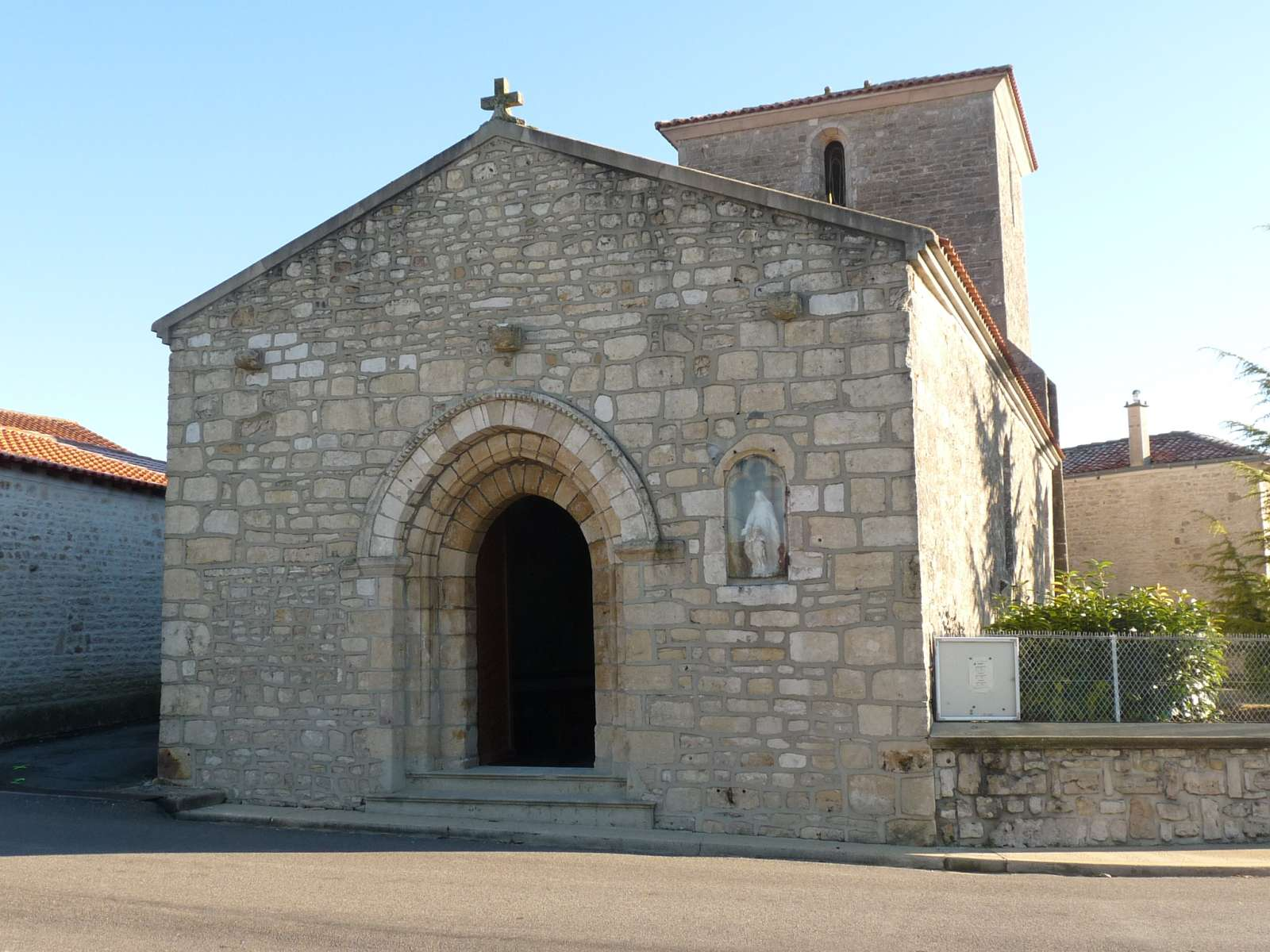
Церковь Св. Варфоломея
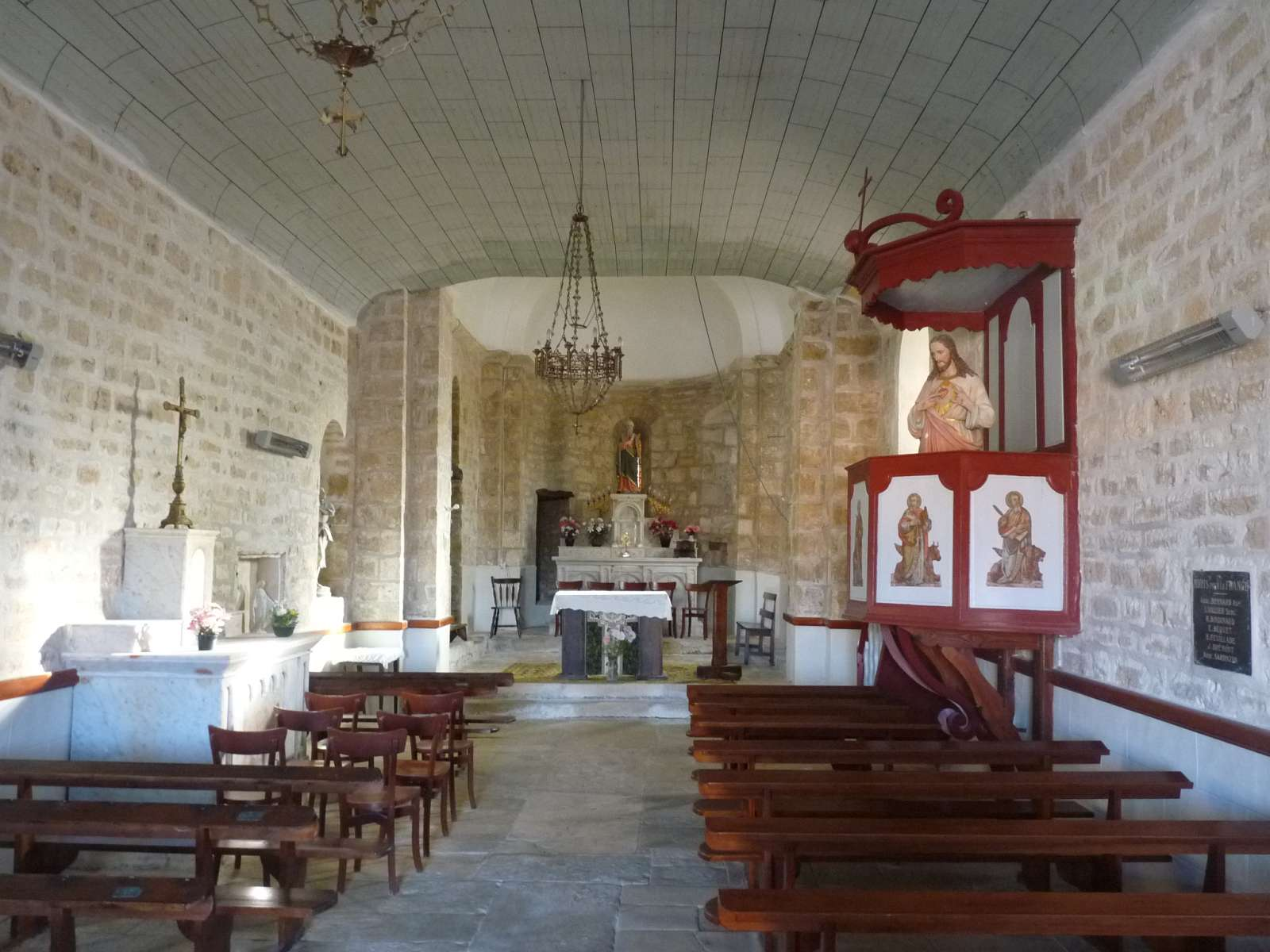
Интерьер церкви Св. Варфоломея
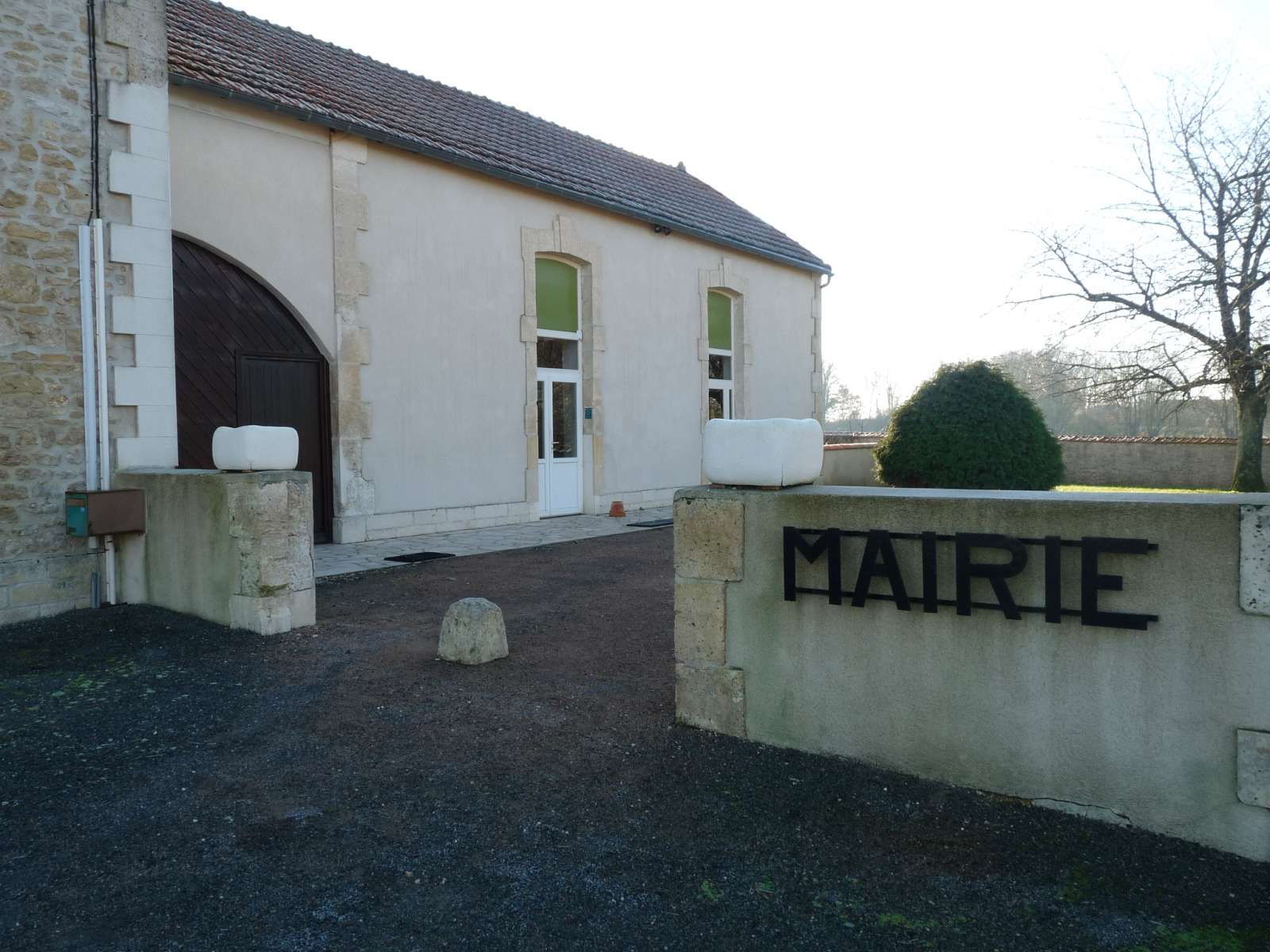
Мэрия
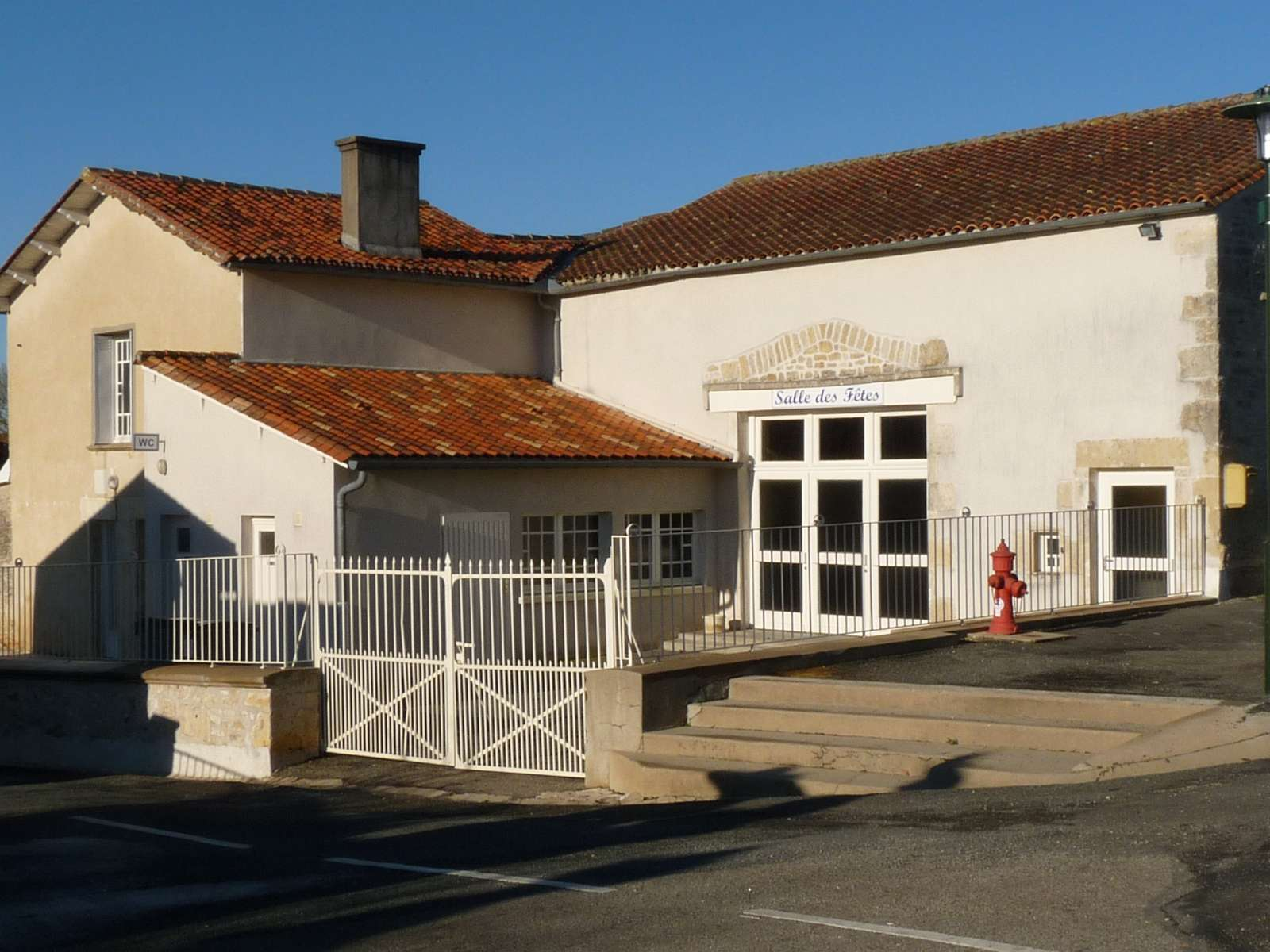
Зал для проведения торжеств